# 150毫米SK C/28型艦炮
15 cm SK C/28 是納粹德國海軍在第二次世界大戰中使用的一款中口徑艦炮。它是俾斯麥級戰列艦、沙恩霍斯特級戰列艦、德國級裝甲艦、齊柏林伯爵級航空母艦的副炮。有部分此型火炮被用作岸防炮,其中又有8挺被改裝為使用陸軍炮架並用作重型野戰炮,被稱為150毫米C/28型艦炮 (榴彈炮架)

## 腳註
1. ↑  SK - Schiffskanone (艦炮); C - Construktionsjahr (設計年份)